# William Knight (Bischof)
William Knight (* Juni 1475; † 28. Januar 1547 in Gloucestershire) war Sekretär unter Heinrich VIII. und Bischof von Bath und Wells.

## Leben
Knight wurde 1527 nach Rom geschickt, damit Heinrichs Ehe mit Katherina von Aragon annulliert worden sollte, hatte jedoch keinen Erfolg bei dieser Mission.